# 郭祥正

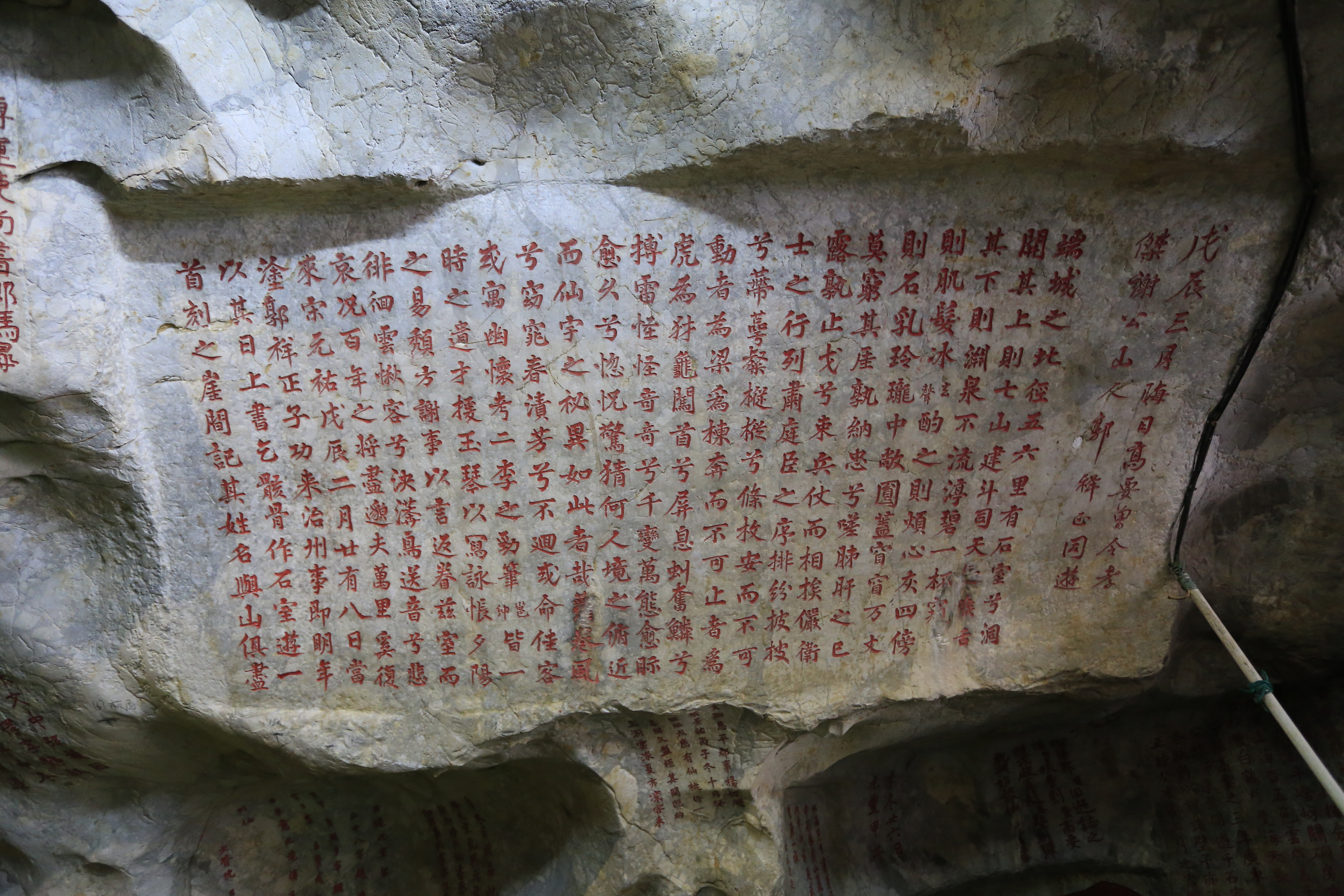
元祐戊辰（1088）郭祥正在端州（肇庆）七星岩留下的《石室游》题刻。

郭祥正（1035年—1113年），字功父，号谢公山人、醉引居士、净空居士、漳南浪士等，北宋太平州当塗（今安徽省当塗縣）人。

## 生平
其母因夢見李白而生，少有诗名，梅尧臣称其为太白（李白）后身。皇祐五年（1053年）进士，年仅十九岁，历任官秘书阁校理，任德化（今江西省九江市）縣尉，武岡县令權邵州防禦判官，改太子中舍，以军功转殿中丞。任桐城知县。元丰四年（1081年），任奉议郎、通判汀州（今福建省長汀縣），次年摄守漳州（今福建省漳州市），元丰七年（1084年）因違法被勒停，後官朝请大夫，支持王安石变法，然不为王安石赏识，熙宁十年（1077年）考满，改官签书保信军节度判官厅公事。以国子博士致仕，哲宗元祐三年（1088年）復出知端州（今廣東省肇慶市）军州事，元祐四年又棄官，歸隱当涂青山，政和三年（1113年）卒。著有《青山集》30卷。

## 延伸阅读
[在维基数据编辑]
 《宋史·卷444》，出自脱脱《宋史》